# Палієнко Микола Іванович
Палієнко Микола Іванович (25 листопада (7 грудня) 1869, Київ — 11 листопада 1937, Харків) — український правознавець-конституціоналіст, доктор державного права (з 1908), академік ВУАН (з 1930).

## Біографічний огляд
Народився 25 листопада (7 грудня) 1869 у Києві в родині вчителя, першого директора Київського реального училища Івана Степановича Палієнка (1832—1912).
1892 р. закінчив Юридичний факультет Київського університету Святого Володимира з дипломом першого ступеня та був залишений при університеті для підготовки до професорського звання.
З 1896 р. працював у Демидівському юридичному ліцеї (м. Ярославль) на кафедрі енциклопедії права.
У 1899—1901 рр. з метою підготовки магістерської дисертації їздив у наукове відрядження за кордон, під час якого працював в університетах Гейдельберга, Страсбурга та Парижа. 1901 р. повернувся до Ярославля й обіймав посаду приват-доцента Демидівського юридичного ліцею по кафедрі енциклопедії права.
1903 р. М. І. Палієнко захистив магістерську дисертацію «Суверенитет: Историческое развитие идеи суверенитета и ее правовое значение» та здобув ступінь магістра державного права. Після захисту призначений екстраординарним професором кафедри енциклопедії права Демидівського юридичного ліцею.
З 1906 року працював у Харкові професором Харківського університету, деканом юридичного факультету Вищих жіночих курсів. 1908 р. захистив докторську дисертацію «Учение о существе права и правовой связанности государства». Від 1909 року професор кафедри державного права Харківського університету; у 1912—1918 рр. — проректор Харківського університету.
В 1920 — 21 рр. працював у вищих навчальних закладах Криму.
З квітня 1921 р. — професор правового факультету Харківського інституту народного господарства.
30 жовтня 1930 р. обраний академіком ВУАН (державне право).
Брав участь у підготовці Конституції УСРР 1929 р. та Конституції УРСР 1936 р. та в іншій законопроєктній роботі.

## Праці[2]
- Сущность административной юстиции и основные черты ее организации в Европейских государствах: проб. лекция магистранта Н. Палиенко, читанная 5 ноября 1898 г. // Университетские известия. — 1898 (год 38). — Кн. 12. — С. 1-14.
- Новая психологическая теория права и понятие права. — Ярославль, 1900.
- Нормативный характер права и его отличительные признаки. К вопросу о позитивном праве. — Ярославль, 1902.
- Суверенитет: Историческое развитие теории суверенитета и ее правовое значение. — Ярославль, 1903.
- Правовое государство и конституционализм // Вестник права. — 1906. — Кн. 1. — С. 127—163.
- Учение о существе права и правовой связанности государства. — Харьков, 1908.
- Основные законы и форма правления в России: Юридическое исследование. — Харьков, 1910.
- Новая доктрина народного суверенитета во французском государствоведении // Журнал Министерства Юстиции. — 1913. — № 1, январь. — С. 140—183; № 2, февраль. — С. 93-124.
- Областная автономия и федерация. — Харьков, 1917.
- Конфедерации, федерации и Союз социалистических республик. — Одесса, 1923.
- Право громадянства в сучасних федераціях і Союзі РСР. — Харків, 1926.
- Проблема суверенітету сучасної держави. — Харків, 1929.